# Trai điệp
Trai điệp (danh pháp khoa học Hyriopsis cumingii) là một loài trai thuộc họ Trai cánh (Unionidae).
Loài có giá trị thực phẩm và công nghiệp. Vỏ trai là nguyên liệu để chế biến bột giấy điệp (dùng trong hội họa), xà cừ đẹp dùng trong nghề khảm trai, làm khuy trai.

## Đặc điểm
Trai có kích thước lớn với chiều dài cơ thể 25 cm, mặt bên ngoài màu đen nâu, bên trong là lớp xà cừ trắng hồng, cánh và phía đuôi ánh vàng. Cánh mỏng và phát triển về phía lưng, phần đỉnh vỏ thấp có nhiều nếp nhăn đồng tâm. Vỏ mỏng, màu xanh vàng xuất hiện ở con non.

## Sinh thái và phân bố
Loài sinh sống chủ yếu ở trung du và đồng bằng miền bắc Việt Nam, Trung Quốc (các tỉnh Hà Bắc, Sơn Đông, An Huy, Giang Tô, Chiết Giang, Giang Tây, Hồ Bắc và Hồ Nam). Mùa sinh sản của loài là vào mùa xuân, đầu hạ, con cái đẻ từ 500-10.000 trứng. Ấu trùng được hình thành từ 15-20 ngày. Trai điệp sống chủ yếu tại đáy bùn cát sông, hồ vùng, thích ứng với mùa hè và mùa đông.